# J (프로그래밍 언어)
J는 프로그래밍 언어의 일종으로, 정식 명칭은 알파벳 한 글자 "J"이지만 C언어와 같이 "J언어"라고 주로 불린다. 1990년대 초에 케네스 아이버슨과 Roger Hui에 의해 개발되었다.